# Aliganj
Aliganj es un pueblo y municipio situado en el  distrito de Etah en el estado de Uttar Pradesh (India). Su población es de 28396 habitantes (2011). 

## Demografía
Según el  censo de 2011 la población de Aliganj era de 28396 habitantes, de los cuales el 53% eran hombres y 47% eran mujeres. Aliganj tiene una tasa media de alfabetización del 72%, superior a la media nacional del 59,5%: la alfabetización masculina es del 60%, y la alfabetización femenina del 40%.